# Les Fantômes d'Ismaël
Les Fantômes d'Ismaël is een Franse film uit 2017, geschreven en geregisseerd door Arnaud Desplechin. De film ging op 17 mei in première als openingsfilm van het filmfestival van Cannes.

## Verhaal
Het leven van filmmaker Ismael wordt, net nu hij op punt staat een nieuwe film te beginnen, verstoord door de terugkeer van zijn vrouw Carlotta, die twintig jaar geleden plotseling spoorloos verdween, en waarvan hij dacht dat ze overleden was. Hij wijst Carlotta af maar ondertussen gaat Sylvia, zijn nieuwe vriendin er vandoor. Hij verlaat de filmset en keert terug naar zijn huis in Roubaix waar hij geconfronteerd wordt met de spoken uit zijn verleden.

## Rolverdeling
| Acteur               | Personage         |
| -------------------- | ----------------- |
| Mathieu Amalric      | Ismael Vuillard   |
| Marion Cotillard     | Carlotta          |
| Charlotte Gainsbourg | Sylvia            |
| Louis Garrel         | Ivan              |
| Alba Rohrwacher      | Arielle / Faunia  |
| Hippolyte Girardot   | Zwy               |
| Samir Guesmi         | de dokter         |
| Isabelle Sadoyan     | de geest van Rose |

## Productie
De filmopnamen gingen onder andere door tijdens de twee laatste weken van september 2016 op het Île de Noirmoutier. Er werd ook gefilmd in Roubaix, Parijs, Praag en Marokko.